# Torne och Kalix älvsystem
Torne och Kalix älvsystem este o arie protejată (arie specială de conservare — SAC, sit de importanță comunitară — SCI) din Suedia întinsă pe o suprafață de 176.092,3 ha, integral pe uscat.

## Localizare
Centrul sitului Torne och Kalix älvsystem este situat la coordonatele 67°43′17″N 20°59′18″E / 67.7214°N 20.9884°E.

## Înființare
Situl Torne och Kalix älvsystem a fost declarat sit de importanță comunitară în mai 2000 pentru a proteja 1 specie de plante și 5 specii de animale. Situl a fost protejat și ca arie specială de conservare în decembrie 2009.

## Biodiversitate
Situată în ecoregiunile alpină, boreală și marină baltică, aria protejată conține 5 habitate naturale: Lacuri și iazuri distrofice naturale, Râuri naturale fino-scandinave, Ape stătătoare oligotrofe până la mezotrofe, cu vegetație de Littorelletea uniflorae și/sau de Isoëto-Nanojuncetea, Cursuri de apă de la nivel de câmpie la nivel montan, cu vegetație Ranunculion fluitantis și Callitricho-Batrachion, Râuri de munte și vegetația erbacee de pe malurile acestora.
La baza desemnării sitului se află mai multe specii protejate:
- plante (1): Trisetum subalpestre
- mamifere (1): vidră de râu (Lutra lutra)
- nevertebrate (2): Margaritifera margaritifera, Ophiogomphus cecilia
- pești (2): zglăvoacă (Cottus gobio), somonul (Salmo salar)